# Cañazas
Cañazas è un comune (corregimiento) della Repubblica di Panama situato nel distretto di Cañazas, provincia di Veraguas, di cui è capoluogo. Si estende su una superficie di 89,3 km² e conta una popolazione di 4.836 abitanti (censimento 2010).